# Boretto
Boretto is een gemeente in de Italiaanse provincie Reggio Emilia (regio Emilia-Romagna) en telt 4920 inwoners (31-12-2004). De oppervlakte bedraagt 19,2 km², de bevolkingsdichtheid is 244 inwoners per km².

## Demografie
Boretto telt ongeveer 1920 huishoudens. Het aantal inwoners steeg in de periode 1991-2001 met 7,2% volgens cijfers uit de tienjaarlijkse volkstellingen van ISTAT.
| Jaar | Inwoneraantal |
| ---- | ------------- |
| 1991 | 4324          |
| 2001 | 4636          |

## Geografie
Boretto grenst aan de volgende gemeenten: Brescello, Castelnovo di Sotto, Gualtieri, Pomponesco (MN), Poviglio, Viadana (MN).
Albinea · Bagnolo in Piano · Baiso · Bibbiano · Boretto · Brescello · Busana · Cadelbosco di Sopra · Campagnola Emilia · Campegine · Canossa · Carpineti · Casalgrande · Casina · Castellarano · Castelnovo di Sotto · Castelnovo ne' Monti · Cavriago · Collagna · Correggio · Fabbrico · Gattatico · Gualtieri · Guastalla · Ligonchio · Luzzara · Montecchio Emilia · Novellara · Poviglio · Quattro Castella · Ramiseto · Reggio Emilia  · Reggiolo · Rio Saliceto · Rolo · Rubiera · San Martino in Rio · San Polo d'Enza · Sant'Ilario d'Enza · Scandiano · Toano · Ventasso · Vetto · Vezzano sul Crostolo · Viano · Villa Minozzo
- Virtual International Authority File: 235664271
- WorldCat: E39PCjDpC3qFr7k7BjdCdXwqKm

1. ↑  https://demo.istat.it/?l=it.